# Minami Maki
Minami Maki (Nhật: 南 マキ sinh ngày 20 tháng 5 ở Saitama) là một nữ mangaka người Nhật Bản, chuyên sáng tác shōjo manga. Cô được biết đến nhiều nhất qua hai tác phẩm được đăng dài kỳ trên tạp chí Hana to Yume của nhà xuất bản Hakusensha, là S・A (phát hành bản tiếng Việt dưới nhan đề Lớp học ưu tú – S.A) và Seiyū ka-! (phát hành bản tiếng Việt dưới nhan đề Diễn viên lồng tiếng).

## Sự nghiệp
Minami bắt đầu sự nghiệp vào năm 2000 với truyện ngắn Day Dream Believer (デイ・ドリーム・ビリーバー) đăng trên Za Hana to Yume, một phụ san của tạp chí ra hai số một tháng Hana to Yume thuộc nhà xuất bản Hakusensha. Tác phẩm này giúp cô nhận giải danh dự của Hakusensha Athena Shinjin Taishō lần thứ 25, một giải thưởng trao cho các tác giả manga trẻ tuổi. Từ đó cô vẫn luôn gắn bó với Hana to Yume, và đăng truyện ngắn kế tiếp là Kanata no Ao (彼方の青) trên phụ san của tạp chí này vào năm 2001, vốn được xem như tác phẩm đánh dấu sự ra mắt của Minami.
Năm 2003, Minami sáng tác manga dài kỳ đầu tay S・A (Special A), đăng liên tục từ năm 2003 đến năm 2009 và trở thành tác phẩm ăn khách nhất của cô với tổng cộng 17 tập tankōbon được Hakusensha phát hành. Cốt truyện xoay quanh những ganh đua trong sáng và hài hước nhằm chứng tỏ bản thân của các nhân vật chính trong một lớp học gồm toàn những học sinh xuất sắc nhất thuộc một trường cấp 3 danh giá tại Nhật Bản. TVM Comics đã mua bản quyền và phát hành trọn bộ phiên bản tiếng Việt của loạt manga này dưới nhan đề Lớp học ưu tú – S.A vào năm 2012. Tác phẩm được chuyển thể thành ba đĩa drama CD quảng bá, và đáng chú ý hơn cả là một series anime truyền hình dài 24 tập vào năm 2008, do Gonzo và AIC phối hợp sản xuất. Trong quá trình thực hiện S・A, Minami cũng ra mắt manga dài kỳ Kimi wa Girlfriend (キミはガールフレンド) vào năm 2004, được phát hành tập đơn duy nhất trong năm 2005, với nội dung là cuộc sống thường ngày của một nữ sinh trung học đang gặp trở ngại trong việc kết bạn.
Sau khi kết thúc S・A, tác phẩm nổi bật tiếp theo của cô là Seiyū ka-! (声優かっ!) đến tay độc giả. Manga này được đăng dài kỳ từ năm 2009 đến năm 2013, với tổng cộng 12 tankōbon đã phát hành, và cũng được chuyển thể thành ba đĩa drama CD. Truyện nói về một cô gái theo đuổi ước mơ trở thành seiyū (diễn viên lồng tiếng) hàng đầu và những nỗ lực không ngừng nghỉ của cô nhằm hiện thực hóa ước mơ đó tại một học viện đào tạo tài năng trẻ nổi tiếng, bất chấp việc cô có chất giọng rất tệ. Nhà xuất bản Trẻ đã phát hành bản tiếng Việt của loạt truyện này với tựa đề Diễn viên lồng tiếng vào năm 2017. Song song với Seiyū ka-!, Minami đã sáng tác phần tiếp theo của S・A có nhan đề S・A: Jougai Rantou (S・A ─場外乱闘), đăng từ năm 2011 đến 2012, với một tập duy nhất.
Manga dài kỳ thứ năm của Minami là Komomo Confiserie (こももコンフィズリー), ra mắt từ năm 2013 đến năm 2015, với 5 tập tankōbon được phát hành. Truyện tập trung vào mối quan hệ phức tạp giữa một thiếu nữ từng có gia cảnh khá giả nhưng về sau lâm vào cảnh nợ nần khốn khó và một anh chàng vốn là bạn từ thuở nhỏ của cô nhưng nay đã trở thành một thợ làm bánh nổi tiếng. Một tác phẩm dài kỳ khác của cô là Koi wa Hito no Hoka (恋は人の外) đăng từ năm 2015 đến năm 2016 với tổng cộng 3 tập. Lấy bối cảnh giả tưởng về sự tồn tại của một thế giới loài quỷ bên cạnh thế giới con người, tác phẩm là câu chuyện hài lãng mạn xuất phát từ lời hứa trẻ thơ giữa một cô bé loài người và đứa trẻ loài quỷ. Minami đăng manga dài kỳ mới nhất của cô là Pinpon Rush! (ピンポンラッシュ!) trên tạp chí hàng tháng Bessatsu Hana to Yume cũng của nhà xuất bản Hakusensha từ số tháng 3 năm 2017 đến số tháng 7 năm 2018; có tổng cộng 4 tập tankōbon được phát hành.
Ngoài các manga dài kỳ, Minami Maki cũng sáng tác và đăng tải nhiều tác phẩm ngắn dạng yomikiri (một chương duy nhất). Một tuyển tập các truyện ngắn như vậy đã phát hành vào năm 2009 dưới nhan đề Ane☆Mone Seikaten — Minami Maki Kessaku Tanhenshū (アネ☆モネ生花店～南マキ傑作短編集～ tạm dịch: Ane☆Mone Seikaten — Các truyện ngắn xưa cũ của Minami Maki), với bốn mẫu truyện khác nhau, bao gồm cả Day Dream Believer từng giúp cô đoạt giải thưởng ở buổi đầu sự nghiệp. Tuyển tập tiếp theo là Shiawase Shokutaku (シアワセ食卓) ấn hành vào năm 2011, với 5 mẫu truyện khác nhau, đều là những tác phẩm mà Minami đã đăng tải nhiều năm trước đây.

## Tác phẩm

### Manga dài kỳ
| Nhan đề                                   | Năm     | Ghi chú |
| ----------------------------------------- | ------- | --- |
| S・A                                      | 2003–09 | Đăng trên Hana to Yume Xuất bản bởi Hakusensha, 17 tập được phát hành Nhan đề tiếng Việt: Lớp học ưu tú – S.A  |
| Kimi wa Girlfriend (キミはガールフレンド) | 2004    | Đăng trên Hana to Yume Xuất bản bởi Hakusensha, 1 tập được phát hành                                           |
| Seiyū ka-! (声優かっ!)                    | 2009–13 | Đăng trên Hana to Yume Xuất bản bởi Hakusensha, 12 tập được phát hành Nhan đề tiếng Việt: Diễn viên lồng tiếng |
| S • A - Jougai Rantou (S・A ─場外乱闘)    | 2011–12 | Đăng trên Hana to Yume Xuất bản bởi Hakusensha, 1 tập được phát hành Hậu truyện của S・A                       |
| Komomo Confiserie (こももコンフィズリー)  | 2013–15 | Đăng trên Hana to Yume Xuất bản bởi Hakusensha, 5 tập được phát hành                                           |
| Koi wa Hito no Hoka (恋は人の外)          | 2015–16 | Đăng trên Hana to Yume Xuất bản bởi Hakusensha, 3 tập được phát hành                                           |
| Pinpon Rush! (ピンポンラッシュ!)          | 2017–18 | Đăng trên Bessatsu Hana to Yume Xuất bản bởi Hakusensha, 4 tập được phát hành                                  |

### Tuyển tập truyện ngắn
- Ane☆Mone Seikaten — Minami Maki Kessaku Tanhenshū (アネ☆モネ生花店～南マキ傑作短編集～? ISBN 978-4-592-18181-1): xuất bản năm 2009, tổng hợp 4 truyện ngắn từng được đăng tải:
  - Ane☆Mone Seikaten (アネ☆モネ生花店?); đăng lần đầu trên số thứ 6 năm 2009 của phụ san Za Hana to Yume.
  - Mainichi ga Houmotsu (毎日が宝物?): đăng lần đầu trên số thứ 8 năm 2005 của phụ san Za Hana to Yume.
  - Batsu-san (バツサン?): đăng lần đầu trên số thứ 6 năm 2009 của Hana to Yume.
  - Day Dream Believer (デイ・ドリーム・ビリーバー?): đăng lần đầu trên số thứ 8 năm 2001 của phụ san Za Hana to Yume.
- Shiawase Shokutaku (シアワセ食卓? ISBN 978-4-592-19281-7): xuất bản năm 2011, tổng hợp 5 truyện ngắn từng được đăng tải:
  - Shiawase Shokutaku (シアワセ食卓?): đăng lần đầu trên số thứ 7 năm 2003 của Hana to Yume.
  - Half-Potato (はんぶんポテト?): đăng lần đầu trên số thứ 1 năm 2002 của phụ san Za Hana to Yume.
  - Usotsuki na Cinderella (うそつきなシンデレラ?): đăng lần đầu trên số thứ 2 năm 2002 của phụ san Za Hana to Yume.
  - S-People (S-ピープル?): đăng lần đầu trên số thứ 8 năm 2002 của phụ san Za Hana to Yume.
  - Yuki, Attataka (雪、あたたか?): đăng lần đầu trên số thứ 2 năm 2004 của phụ san Za Hana to Yume.

### Truyện ngắn khác
- Kanata no Ao (彼方の青?): đăng lần đầu trên số thứ 10 năm 2001 của phụ san Za Hana to Yume; tác phẩm đầu tay.
- Mikansei Chorus (未完成コーラス?): đăng lần đầu trên số thứ 11 năm 2003 của Hana to Yume; in kèm trong S • A: Special A tập 1.
- Shōku no Miyako (食の都?): đăng lần đầu trên số thứ 16 năm 2003 của Hana to Yume; in kèm trong S • A: Special A tập 11.
- Haru no Ame (ハルの雨?): đăng lần đầu trên số thứ 6 năm 2013 của phụ san Za Hana to Yume.
- Twilight Hour (トワイライトアワー?): đăng lần đầu trên số thứ 6 năm 2014 của phụ san Za Hana to Yume.
- Tori to Megane to Shiina-san (トリとメガネと椎名さん?): đăng lần đầu trên số thứ 3 năm 2015 của phụ san Za Hana to Yume.
- Amemiya-san to Muchi (飴宮さんとムチ?): đăng lần đầu trên số tháng 11 năm 2016 của Bessatsu Hana to Yume.

### Cộng tác minh họa
- Ren'ai Shinanbu! ― Koisuru Shōnen Shōjo no Mikata (恋愛指南部!―恋する少年少女のミカタ? ISBN 978-4-08-600438-1) và Ren'ai Shinanbu! ― Himitsu no Gasshuku wa Uso ga Ippai (恋愛指南部!―秘密の合宿は嘘がいっぱい? ISBN 978-4-08-600494-7) (tác giả: Ishikawa Hiroshi), phát hành bởi Shūeisha dưới ấn hiệu Cobalt Bunko vào năm 2004.
- Minh họa bìa và tranh trong Anne tóc đỏ dưới chái nhà xanh (赤毛のアン Akage no Anne?, ISBN 978-4-04-631373-7 (quyển 1) và ISBN 978-4-04-631386-7 (quyển 2)) (nguyên tác: Lucy Maud Montgomery, người dịch: Kawai Shouichirou), phát hành bởi ASCII Media Works dưới ấn hiệu Tsubasa Bunko vào năm 2014.
- Minh họa bìa cho Anne tóc đỏ làng Avonlea (赤毛のアン Anne no Seishun?, ISBN 978-4-04-631496-3 (quyển 1) và ISBN 978-4-04-631497-0 (quyển 2)) (nguyên tác: Lucy Maud Montgomery, người dịch: Kawai Shouichirou), phát hành bởi ASCII Media Works dưới ấn hiệu Tsubasa Bunko vào năm 2015.
- Sekai wa Futari no Monoda to Omoitainode Mazuha Kimi ga Boku no Mono ni Nare (世界はふたりのものだと思いたいのでまずは君が僕のものになれ? ISBN 978-4-04-601858-8) (tác giả: Aoi I Blue), phát hành bởi Chūkeishuppan (Kadokawa Corporation) vào năm 2016.